# Bussolin
Bussolin (en italien : Bussoleno) est une commune italienne de la ville métropolitaine de Turin dans le Piémont.

## Géographie

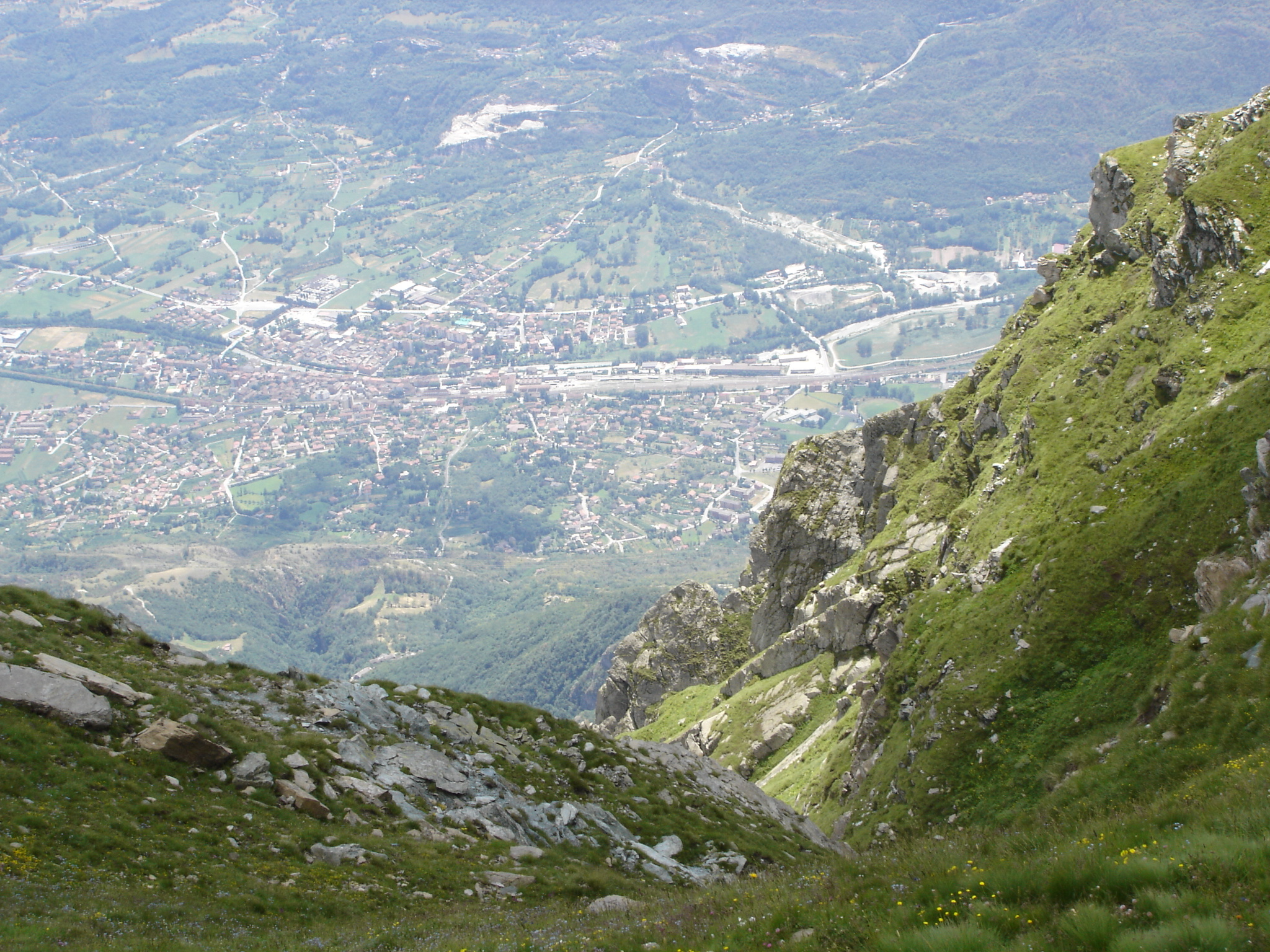
Vue sur la ville depuis le col de la Croix de fer

La commune se trouve dans le Val de Suse irrigué par la Doire ripaire.

### Communes limitrophes
| Monpantier | Oulx     | Chanoux     |
| Suse       | Bussolin |             |
| Mattie     | Roure    | Saint-Joire |

### Hameaux
Amprimo, Foresto, Baroni, Bessetti, Meitre, Ballai, Arbrea, Grangie, Falcemagna, Tignai, San Lorenzo, Argiassera, Ricchettera, Pietra Bianca, Santa Petronilla, Prapontin,  San Basilio

## Histoire
L'histoire de Bussolin commence au début du Moyen Âge, période à laquelle remontent beaucoup d'éléments à l'intérieur de la ville. C'est le cas par exemple de la casa Aschieri, qui se trouve dans l'ancien bourg historique. Pendant toute la période qui va de l'an mil à la seconde moitié du XIXe siècle, il n'y a pas de grands changements et le village reste tel quel jusqu'au moment où le gouvernement piémontais décide d'y faire passer la ligne de chemin de fer qui le relie d'abord à Suse et ensuite à la France par le tunnel ferroviaire du Fréjus, ouvert en 1870. La position du village à l'intersection des deux lignes donne à sa gare un rôle stratégique pour le trafic ferroviaire.
À partir de ce moment le village grandit parallèlement à la gare et à l'usine.
Le développement se poursuit aussi avec l'industrie cotonnière qui en fait un pôle textile pour une longue période.
La situation change vers la fin du XXe siècle. Avec la crise de l'industrie textile et la récession dans les chemins de fer, avec une forte réduction des effectifs, le village perd beaucoup de son importance et la fermeture des activités principales entraîne un lent déclin qui se poursuit encore. 
Désormais, la partie ferroviaire appartenant au passé, la commune tente de se relancer dans de nouvelles activités, notamment en renforçant l'industrie minière.
Elle se trouve sur le tracé de la future liaison ferroviaire à grande vitesse entre la France et l'Italie. 

## Politique et administration
| Période                                  | Période  | Identité              | Étiquette     | Qualité |
| ---------------------------------------- | -------- | --------------------- | ------------- | ------- |
| 1993                                     | 1997     | Alida Benetto         | Lega Nord     |         |
| 1997                                     | 1999     | Marco Ettore Blandino | Centre-gauche |         |
| 1999                                     | 2004     | Alida Benetto         | Centre        |         |
| 2004                                     | 2009     | Giuseppe Joannas      | Centre-gauche |         |
| 2009                                     | 2019     | Anna Maria Allasio    |               |         |
| 2019                                     | en cours | Bruna Consolini       |               |         |
| Les données manquantes sont à compléter. |          |                       |               |         |

### Évolution démographique
Habitants recensés